# Marta Roigé Peco
Marta Roigé Peco (Reus, 1979) és una artista catalana.
Llicenciada en Belles Arts per la Universitat de Barcelona el 2003 i postgrau en Geometria Gràfica per la Universitat de Barcelona el 2006, va començar el seu camí com alumna de Pere Calderó.
En acabar els estudis de Belles Arts, va començar a treballar com a professora d'Educació Visual i Plàstica a l'ESO, de Dibuix Tècnic al batxillerat i de Cultura Audiovisual a l'Institut Obert de Catalunya. Paral·lelament a la seva feina com a docent, va començar a exposar.
L'any 2008, va marxar a Los Angeles, on va treballar durant una any com a professora dins del Programa de Professors Visitants del Ministeri d'Educació. Allí, va entrar en contacte amb la galeria The Hive de Los Angeles i va participar en les exposicions que es feien mensualment durant un període d'un any i mig.
L'estreta relació que mantindrà la seva obra amb l'Art Pop s'inicia a partir de les sèries iniciàtiques dels Clics de Playmobil o dels Pinypons.
L'origen d'aquest interès pel Pop Art rau en una exposició de l'Andy Warhol que va visitar, a la Fundació Miró, quan estudiava batxillerat.

## Exposicions
- El 2003, participa en la mostra col·lectiva PINIWINIPINI del Cicle d’exposicions Pre-natal “Salir del huevo” a l'espai “SALA DE ESTAR”, La rosa de martínez associació, de Barcelona.
- El 2003, és seleccionada per exhibir en l'exposició SENSE TÍTOL 2003 de la Universitat de Barcelona. Mostra d’obra d’una selecció d’alumnes de la Facultat de Belles Arts, escollits per la coherència dels seus treballs en el darrer any de la llicenciatura.
- El 2004, participa en l'XI Concurs Biennal de Pintura Jove a l'espai ARTLOFT de Reus i a la SALA LOLA ANGLADA de Barcelona, Sala d’Art Jove de la Generalitat de Catalunya. Concurs organitzat per la Galeria ANQUIN’S, l'espai ARTLOFT i la Secretaria General de Joventut de la Generalitat de Catalunya. “Petó” va obtenir el premi a l’obra més popular.
- El 2005, inaugura la seva primera mostra individual “HUMAN ACTIONS” a la Sala Pati Jaume I de l'Ajuntament de Tarragona.
- El 2005, fa una altra mostra de la sèrie “HUMAN ACTIONS” dins del projecte Joves artistes de l'Ajuntament de Reus al CC Ponent de Reus.
- El 2006, exposa “NOCTURNAL ACTIONS” a la Delegació Territorial del Departament de Cultura de la Generalitat de Catalunya a Tarragona.[2]
- El 2006, participa en el festival ULLS CLUCS. Cap de setmana de les ARTS a Reus.
- El 2008, inaugura la mostra “OUR DAILY BREAD” al Palau Bofarull de la Diputació de Tarragona a Reus.
- El 2009 i el 2010, col·labora amb la galeria The Hive de Los Angeles, Estats Units, exposant una obra en cadascuna de les exhibicions mensuals que s'organitzen.
- El 2010, és seleccionada per participar en l'exposició retrospectiva col·lectiva "Cos i ànima. Una dècada d'art emergent" del cicle Art Emergent a la Casa de la Generalitat de Tarragona. Posteriorment, l'exposició es va poder veure a El Vendrell, Montblanc, Lleida, Falset, Cambrils, Vandellòs / L'Hospitalet de l'Infant, Reus i Barcelona.
- El 2011, exposa “WELCOME TO LOS ANGELES!” a la sala del Portal del Pardo d'El Vendrell.[3]
- El 2011, exhibeix “WELCOME TO LOS ANGELES!” al Centre d'Estudis Riudomencs Arnau de Palomar de Riudoms.
- El 2016, és seleccionada per formar part de l'exposició "Plural femení. L'emergència 1976 - 1990" al Museu d'Art Modern de Tarragona.[4]
- El 2021, és seleccionada per prendre part en el projecte col·lectiu d'arts visuals De Tarragona, fem bandera de l'Ajuntament de Tarragona.
- El 2021, mostra part de la sèrie "ABSÈNCIES" dins de l'exposició col·lectiva Heroïnes Anònimes 2.0: de la pantalla al mur a l'Espai Jove Kesse de Tarragona.
- El 2021, inaugura la sèrie completa "ABSÈNCIES" a la sala dels Antics Rentadors del Casal de la Dona de l'Ajuntament de Reus.[5]